# بید زرد (بخش مرکزی فسا)
بید زرد یک روستا در ایران است که در دهستان صحرارود شهرستان فسا واقع شده‌است.